# 보네르섬의 기

보네르섬의 기

보네르섬의 기는 네덜란드령 안틸레스에 속했던 1981년에 제정되었으며, 네덜란드령 안틸레스가 해체된 2010년 이후에도 계속 쓰이고 있다.

## 개요
흰 띠로 분리된 노란색의 삼각형과 파란색의 삼각형을 띈 기에 보네르섬의 문장이 삽입된 형태의 기이다.

## 같이 보기
- 네덜란드령 안틸레스의 기